# Ecliptopera dissecta
Ecliptopera dissecta är en fjärilsart som beskrevs av Moore 1887. Ecliptopera dissecta ingår i släktet Ecliptopera och familjen mätare. Inga underarter finns listade i Catalogue of Life.